# Rupert Hamer (nhà báo)
Rupert James Hamer (28 tháng 2 năm 1970 – 9 tháng 1 năm 2010) là một nhà báo người Anh và, vào thời điểm cái chết của ông, là phóng viên quốc phòng cho tờ Sunday Mirror.

## Nghề nghiệp
Ông được giáo dục tại Trường Town Close ở Norwich và Gresham's School ở Holt trước khi gia nhập Eastern Daily Press với tư cách là một phóng viên vào cuối thập niên 1980.
Năm 1991, ông chuyển vào Đại học Leeds nơi ông học Chính trị, và biên tập một cột mục châm biếm cho tờ báo của trường đại học, tờ Leeds Student, mang tên "Rupert Hamer ngày thứ Sáu". Sau khi tốt nghiệp, ông làm phóng viên y tế cho Evening Echo tại Bournemouth, nơi ông gặp người vợ Helen, trước khi chuyển tới Luân Đôn năm 1997. Sau làm phóng viên tự do cho thông tấn xã INS và Sunday Mirror, ông được mời làm việc cho Sunday Mirror. Ông được bổ nhiệm làm phóng viên quốc phòng của tờ báo năm 2004. Hamer làm việc cho Sunday Mirror trong 12 năm. Với tư cách là phóng viên quốc phòng, ông thu thập tin tức từ cả Afghanistan và Iraq.

## Cái chết
Ngày 9 tháng 10 năm 2010, trong Chiến tranh Afghanistan, Hamer và nhiếp ảnh gia Philip Coburn, 43 tuổi, đang đi cùng với một toán tuần tiễu TQLC Hoa Kỳ thì xe của họ bị trúng bom ở Nawa.

## Đời tư
Hamer để lại người vợ, Helen, và ba đứa con nhỏ.